# Бей-оф-Айлендс (залив, Ньюфаундленд)
Бей-оф-Айлендс (англ. Bay of Islands) — залив на западном побережье канадского острова Ньюфаундленд (провинция Ньюфаундленд и Лабрадор). Площадь залива — около 355 км².

## География
Залив Бей-оф-Айлендс расположен у западного побережья острова Ньюфаундленд. Он состоит из четырёх основных частей: открытая часть, соединяющаяся с заливом Святого Лаврентия, и три больших «отростка», вдающихся в сушу в направлении с запада на восток — Норт-Арм (North Arm), Мидл-Арм (Middle Arm) и Хамбер-Арм (Humber Arm). Мидл-Арм разделяется на две части — Гус-Арм (Goose Arm) и Пенгуин-Арм (Penguin Arm). У восточной оконечности Хамбер-Арма находится город Корнер-Брук и устье реки Хамбер. Другие населённые пункты, расположенные у залива Бей-оф-Айлендс, — Кокс-Ков, Гилламс, Хамбер-Арм-Саут, Хьюз-Брук, Айриштаун-Саммерсайд, Маунт-Морайа, Медоуз, Макайверс, Ларк-Харбор и Йорк-Харбор.
Залив получил своё название из-за многочисленных островов. Самый крупный из них — остров Вудс (Wood’s Island), расположенный у входа в Хамбер-Арм. Он был расселён в 1960-х годах; до этого на нём проживало около 500 человек. Кроме этого, в заливе находятся острова Гернси (Guernsey Island), Туид (Tweed Island), Грин (Green Island), Пёрл (Pearl Island), Говернорс (Governor’s Island), Игл (Eagle Island) и другие.
К югу от залива находятся горы Блоу-Ми-Даун (Blow Me Down), высшая точка которых — вершина горы Раунд-Хилл (Round Hill) — находится на высоте 761 м. Севернее Норт-Арма находятся горы Норт-Арм-Хилс (North Arm Hills) высотой до 703 м.

## История
Французские рыбаки начали появляться в районе Бей-оф-Айлендс в начале XVIII века, а с 1760-х годов там стали заниматься промыслом и английские рыбаки. Первые поселенцы появились в 1780-х годах в районе Хамбер-Арм. До 1860-х годов население в районе залива росло очень медленно, в 1857 году там проживало только 143 человека. В конце 1850-х годов стало расти производство сельди, а в 1860-х начала развиваться заготовка древесины, что привело к росту населения — к 1874 году оно составляло уже 1316 человек.
В 1880-х годах в заливе стала развиваться ловля омаров, также отлавливали треску. В начале XX века у побережья были найдены полезные ископаемые (в частности, месторождение меди, которое, однако, быстро иссякло). Тем не менее производство сельди и омаров продолжалось, а в 1920-х годах в Корнер-Бруке была построена целлюлозно-бумажная фабрика. В результате число проживающих в районе Хамбер-Арм выросло до 20 000 человек. К 1976 году в районе Бей-оф-Айлендс проживало уже 33 710 человек.

## Фотогалерея
- Залив, Ларк-Харбор и острова
- С вершины горы Блоу-Ми-Даун
- Залив и остров Говернорс
- Залив и гора Блоу-Ми-Даун